# Südharzmulde

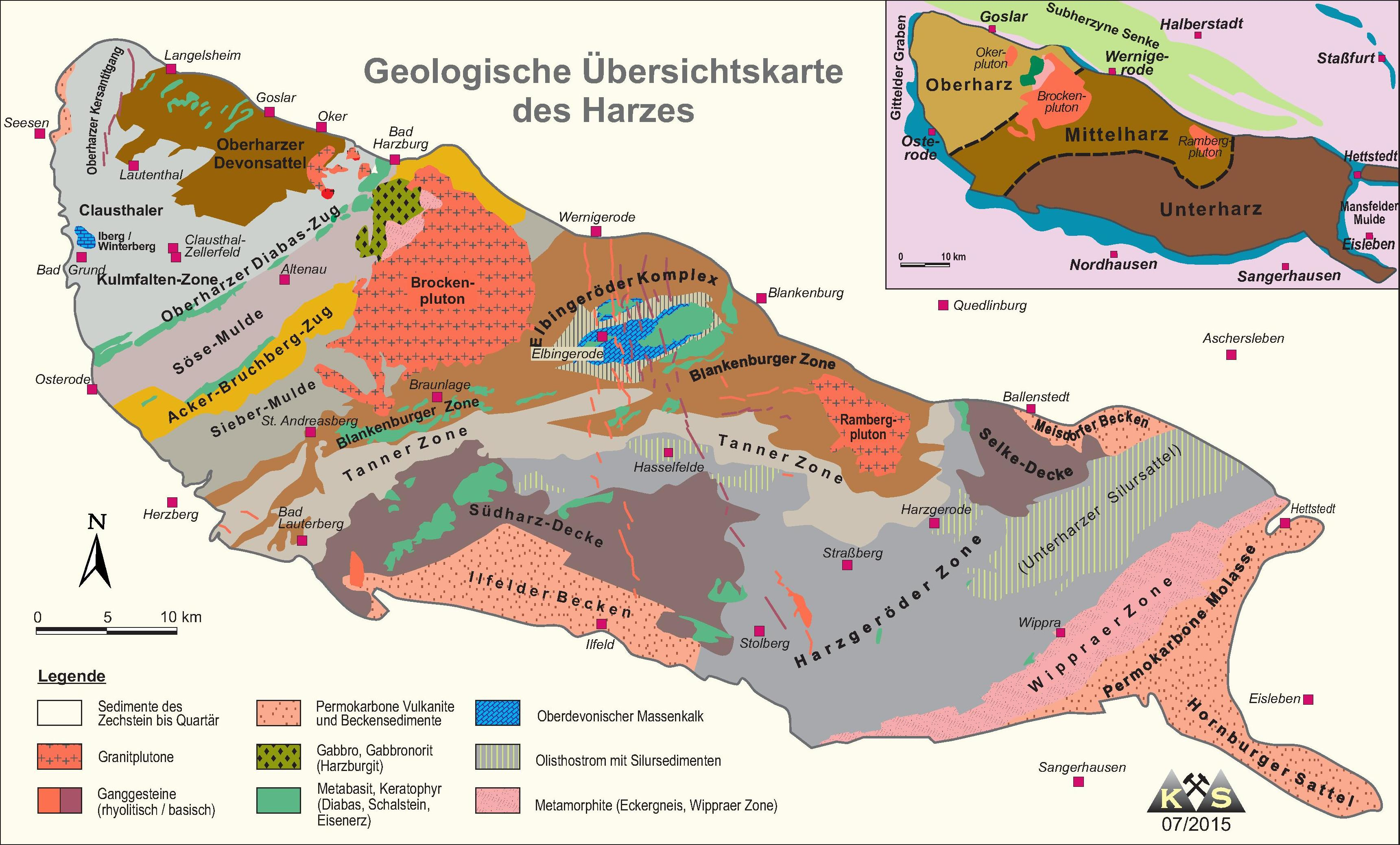
Geologische Übersichtskarte des Harzes (K. Stedingk, Landesamt für Geologie und Bergwesen Sachsen-Anhalt)

Die Südharzmulde im Unterharz bzw. Südharz-Decke ist eine der geologischen Einheiten des Harzes. Sie befindet sich im Gebiet östlich von Bad Lauterberg bis Breitenstein, nördlich des Ilfelder Beckens und südlich der Tanner Zone bzw. Harzgeröder Zone.
Die Südharzmulde wird von West nach Ost in drei Teilmulden gegliedert, die Steinaer Mulde, die Zorger Abscherungsmulde und der Ilfeld-Stieger Mulde.
Die Sedimentation beginnt im Eifelium/Givetium und endet mit Ablagerung von oberdevonischer Südharzgrauwacke.
Ihre Ablagerungen bestehen nach Sabrina Krieger im Wesentlichen aus mächtigen (ca. 380 m) Flyscheinschüttungen (hier die Selkegrauwacke) der aufsteigenden Mitteldeutschen Kristallinschwelle und werden in das späte Oberdevon (Famennium) datiert.
Die Südharzmulde und die Selkemulde haben Gleitdecken.